# Victor Bailey

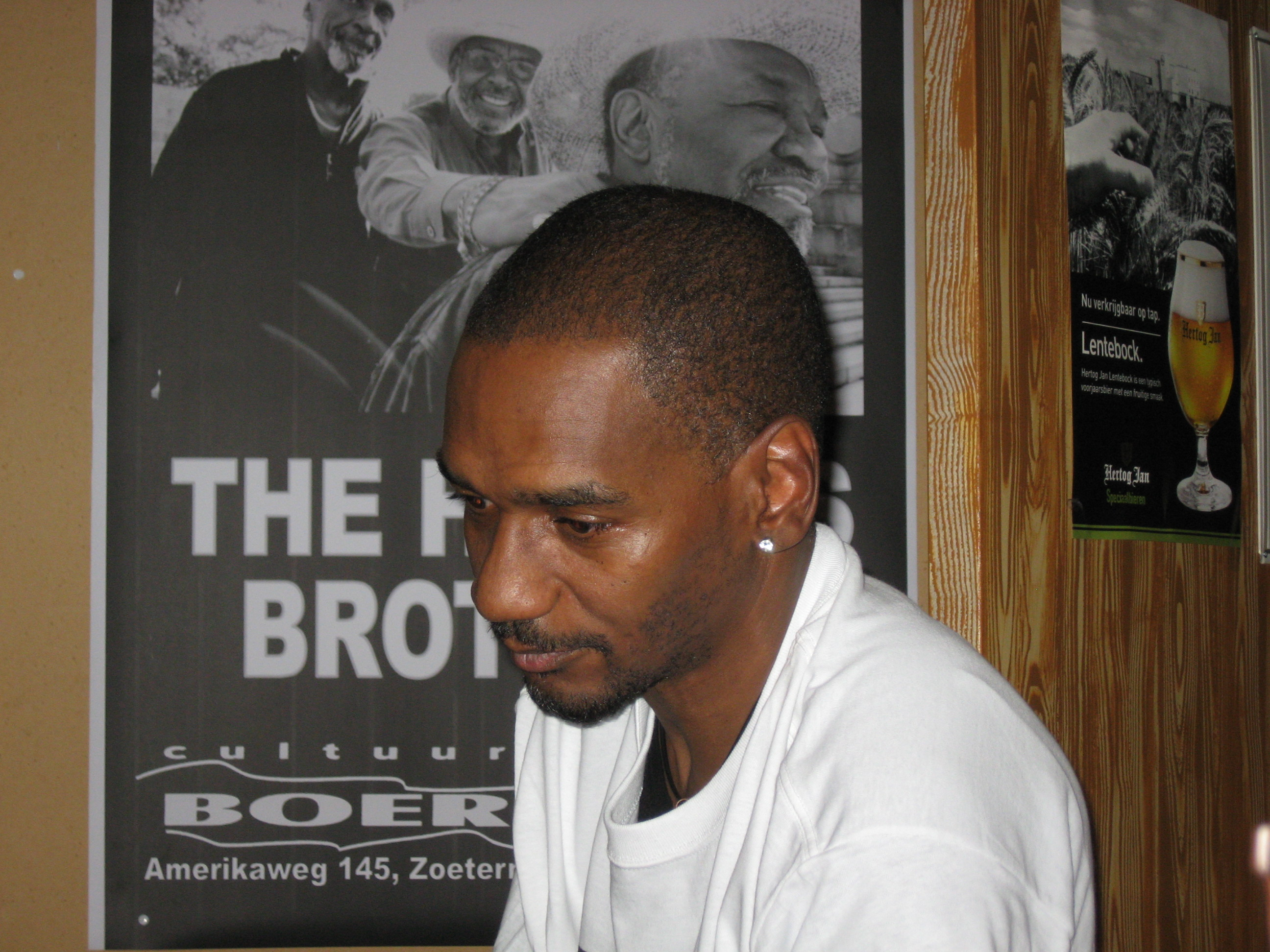
Victor Bailey (2008)

Victor Bailey (* 27. März 1960 in Philadelphia, Pennsylvania; † 11. November 2016) war ein US-amerikanischer Jazz-Musiker, der vor allem als E-Bassist Bekanntheit erlangte, aber auch das Kontrabass-Spiel beherrschte.

## Leben
Bailey stammt aus einer Musikerfamilie; sein Vater Morris Bailey Jr. war ein Saxophonist und Songwriter. Bailey spielte zunächst Schlagzeug, bevor er zum Bass wechselte. Er studierte am Berklee College of Music in Boston, wo er auch Kontrabass spielte. Nach einer Tour mit Hugh Masekela zog er nach New York City, wo er mit Sonny Rollins, Miriam Makeba, Lenny White, Don Alias und Larry Coryell arbeitete. 1982 ersetzte er Jaco Pastorius bei der Jazz-Fusion-Band Weather Report.
Seit 1987 arbeitete er als Tour- und Studiomusiker unter anderem mit Joe Zawinul, Steps Ahead, David Gilmore, Sting, Madonna, Mike Stern, Bill Evans, Michael Brecker, LL Cool J und Lady Gaga. Ab 1989 legte er auch Alben unter eigenem Namen vor.
Bailey, der bis 2015 als Hochschullehrer am Berklee College of Music tätig war, starb am 11. November 2016 im Alter von 56 Jahren. Er litt seit 25 Jahren unter der Charcot-Marie-Tooth-Krankheit.

## Diskografie (Auszug)
Alben unter eigenem Namen
- 1989: Bottom’s Up (Atlantic)
- 1999: Low Blow (Esc)
- 2001: That’s Right (Esc)
- 2010: Slippin’ ’n’ Trippin

Weitere Alben
- 1992: Victor Bailey, Dennis Chambers, Mitch Forman, Chuck Loeb, Bill Evans Petite Blonde
- 1995: Metro feat. Chuck Loeb und Mitchel Forman Tree People (Lipstick Records)
- 1998: Joe Zawinul + the Zawinul Syndicate. World Tour (Esc Records)
- 2005: Larry Coryell, Victor Bailey, Lenny White CBW
- 2006: Larry Coryell, Victor Bailey, Lenny White Electric